# Gallerucocantharis temporamaculatus
Gallerucocantharis temporamaculatus là một loài bọ cánh cứng trong họ Cantharidae. Loài này được Wittmer miêu tả khoa học năm 1997.